# Joan Lerma
Joan Lerma Blasco (Valência, 15 de julho de 1951), é um político espanhol. Foi o primeiro Presidente (eleito democraticamente) da Comunidade Valenciana. Ocupou este cargo de 1982 até 1995.